# Padre no hay más que uno 4: Campanas de boda
Padre no hay más que uno 4: Campanas de boda és una pel·lícula espanyola de comèdia coproduïda i dirigida per Santiago Segura, qui la va coescriure al costat de Marta González de Vega. És la seqüela de la pel·lícula de 2022 Padre no hay más que uno 3 i el quart lliurament de la saga homònima. La pel·lícula és protagonitzada per un repartiment coral que inclou el mateix Segura, Toni Acosta, Martina D'Antiochia, Calma Segura, Luna Fulgencio, Carlos González Morollón, Sirena Segura, Leo Harlem, Sílvia Abril, Loles León, Diego Arroba "El Cejas" i Carlos Iglesias, que repeteixen els papers d'entregues anteriors, al costat de la incorporació de Blanca Ramírez. Es va estrenar en cinemes espanyols el 18 de juliol de 2024, amb distribució de Sony Pictures España.

## Repartiment
- Santiago Segura com a Javier García
- Toni Acosta com a Marisa Loyola
- Martina D'Antiochia com a Sara García Loyola
- Calma Segura com a Carlota García Loyola
- Luna Fulgencio com a Rocío García Loyola
- Carlos González Morollón com a Daniel "Dani" García Loyola
- Sirena Segura com a Paula "Paulita" García Loyola
- Blanca Ramírez com a Cristina “Cris” García Loyola
- Leo Harlem com a Paco García
- Silvia Abril com a Carmen
- Loles León com a Milagros
- Diego Arroba "El Cejas" com a Ocho
- Carlos Iglesias com a Agustín Loyola
- Marta González de Vega com a Leticia[1]
- Florentino Fernández com el capellà

## Producció
L'agost de 2023, Santiago Segura va anunciar per primer cop la possibilitat d'un quart lliurament de la saga de Padre no hay más que uno, i va comentar que li agradaria poder contractar el tenista Rafael Nadal per a un possible cameo en la pel·lícula. El rodatge de la pel·lícula va començar el setembre de 2023 a l'illa de Gran Canària; parts del rodatge del film també van tenir lloc a Madrid. Per a octubre de 2023, el rodatge ja havia acabat.

## Estrena i màrqueting
Juntament amb l'anunci de fi de rodatge, Segura va publicar en el seu compte de Twitter que la pel·lícula s'estrenaria en algun punt d'estiu de 2024. Més endavant, la distribuïdora de la pel·lícula i dels lliuraments anteriors de la saga, Sony Pictures España, va concretar la data d'estrena pel 18 de juliol de 2024.